# Mali nos Jogos Olímpicos de Verão de 1972
Mali competiu nos Jogos Olímpicos de Verão de 1972 em Munique, Alemanha Ocidental.
O porta-bandeira na cerimônia de abertura foi o atleta Namakoro Niaré.A equipe olímpica do Mali não ganhou nenhuma medalha nestes Jogos.